# 베니스의 정사
《베니스의 정사》(La venexiana, The Venetian Woman)는 이탈리아에서 제작된 마우로 볼로그니니 감독의 1986년 드라마, 멜로/로맨스 영화이다. 동명의 16세기 코미디 희극을 각색한 것이다. 로라 안토넬리 등이 주연으로 출연하였고 치로 입포리토 등이 제작에 참여하였다.

## 출연

### 주연
- 로라 안토넬리
- 모니카 게리토레

### 조연
- 제이슨 코네리
- 클라우디오 아멘돌라
- 애니 벨
- 스테파노 다밴자티
- 뤼기 디 피오르
- 토니노 아콜라

## 기타
- 미술: 개스톤 카세티
- 의상: 알도 부티